# Karabük

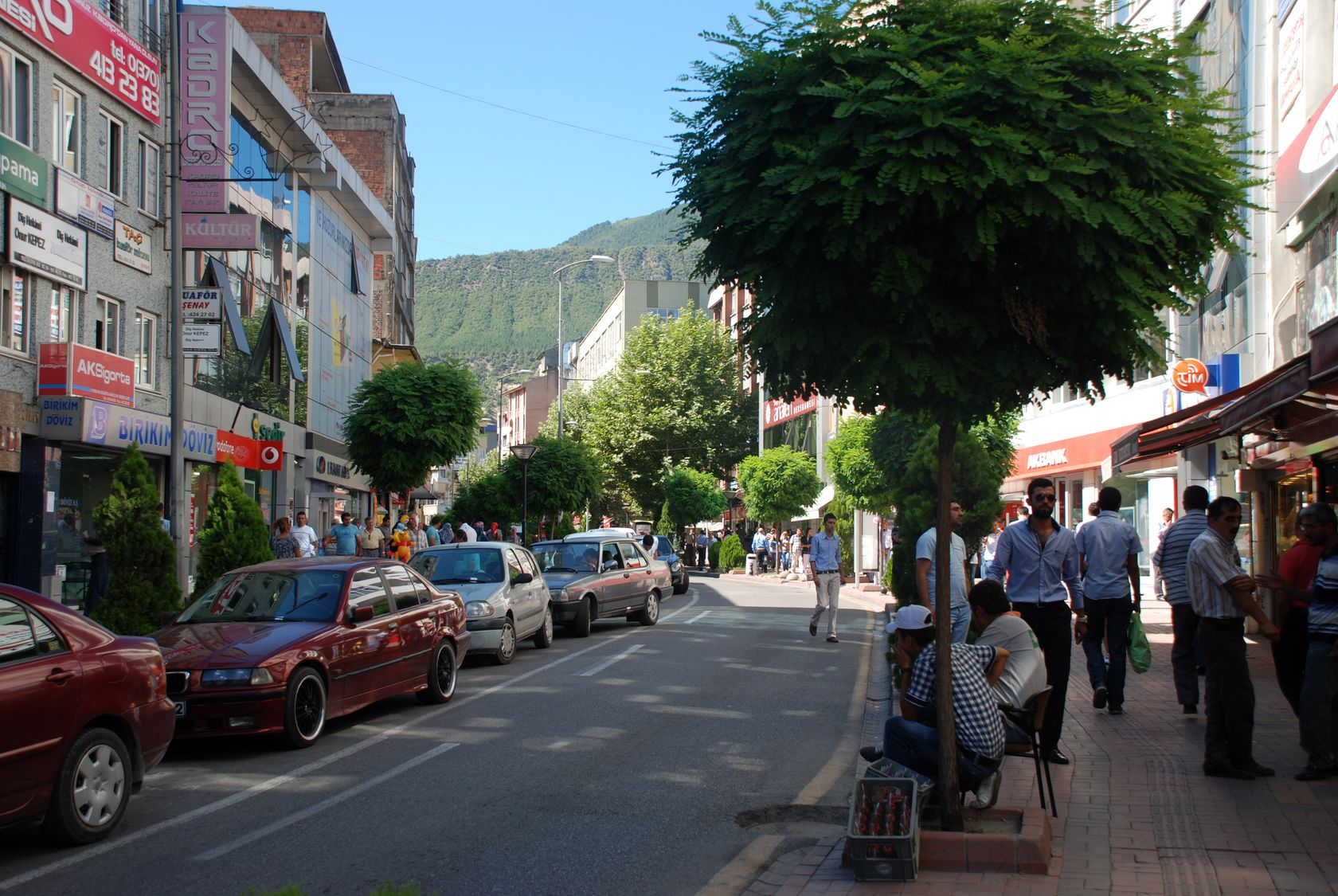
Ulica w Karabük

Karabük – miasto w Turcji, w prowincji Karabük.
Według danych na rok 2000 miasto zamieszkiwało 100749 osób, a według danych na rok 2004 całą prowincję ok. 212 000 osób. Gęstość zaludnienia w prowincji wynosiła ok. 52 osób na km².